# Mr. Saxobeat
Singles de Alexandra Stan
Lollipop (Param Pam Pam)
(2009) Get Back (ASAP)
(2011)
Mr. Saxobeat est le deuxième single de la chanteuse roumaine Alexandra Stan.

## Succès
Mr. Saxobeat fit un réel ravage dans les palmarès du monde entier, notamment en Roumanie, où le single entra en première place du Romanian Top 100, le 12 décembre 2010. Il se positionna numéro 1 dans 11 pays.
Mr. Saxobeat fut le titre le plus joué à la radio roumaine en 2010. 
Son succès se propagea en dehors de son pays d'origine et devint petit à petit un hit des clubs. Appuyé par un clip qui a fait le tour d'Internet (dépassant les 300 millions de vues sur YouTube), le titre envahit tous les charts européens, notamment en France où il fit un bon démarrage dans le top 10 du Hit des Clubs (n° 6 en février 2011).

## Clip
Une vidéo musicale d'accompagnement (ou clip) de Mr. Saxobeat fut tournée à Buftea (en banlieue de Bucarest), le 1er novembre 2010 et postée sur YouTube deux semaines plus tard. Entre-temps, une vidéo dévoilant les coulisses du clip (réalisé par Iulian Moga) fut diffusée sur la chaîne de télévision roumaine Music Channel (en). LOS40 décrivit Mr. Saxobeat comme l'un des « meilleurs vidéoclips d'Alexandra Stan ».
Pendant l'introduction du morceau, trois jeunes femmes font leur entrée menottées dans un poste de police et sont conduites à un interrogatoire, Alexandra commence alors à chanter. Elles sont ensuite transférées en cellule. Alexandra et ses compagnes font du charme au gardien qui se laisse séduire, lui volent son arme et réussissent à s'évader. On les voit alors revêtir des uniformes de police trouvés dans un vestiaire. Après avoir attaché et bâillonné des policiers avec du ruban adhésif, les trois femmes quittent discrètement le poste de police grâce à leur déguisement. Les scènes sont entrecoupées de plans de danse d'Alexandra et de ses comparses.
Le clip de Get Back (ASAP) en est la suite.

## Formats et liste des pistes
| - Téléchargement digital / French CD single 1. Mr. Saxobeat (Radio Edit) – 3:15 2. Mr. Saxobeat (Extended Mix) – 4:15 - Royaume-Uni digital EP 1. Mr. Saxobeat (UK Radio Edit) – 2:31 2. Mr. Saxobeat (Extended Mix) – 4:15 3. Mr. Saxobeat (Hi Def Radio Edit) – 3:00 4. Mr. Saxobeat (Hi Def Mix) – 6:53 5. Mr. Saxobeat (Kenny Hayes Mix) – 5:30 - Italie CD single 1. Mr. Saxobeat (Paolo Noise Radio Edit) – 3:33 2. Mr. Saxobeat (Paolo Noise Extended) – 6:04 3. Mr. Saxobeat (Gabry Ponte Radio Edit) – 3:02 4. Mr. Saxobeat (Gabry Ponte Extended) – 6:03 5. Mr. Saxobeat (Ali6 Remix) – 3:22 6. Mr. Saxobeat (Wender Remix) – 5:55 | - Allemagne digital download 1. Mr. Saxobeat (Radio Edit) – 3:15 2. Mr. Saxobeat (Acoustic Version) – 3:01 3. Mr. Saxobeat (Extended Version) – 4:16 4. Mr. Saxobeat (Bodybangers Remix) – 5:51 5. Mr. Saxobeat (Bodybangers Remix Edit) – 3:23 - Allemagne CD single 1. Mr. Saxobeat (Radio Edit) – 3:17 2. Mr. Saxobeat (Acoustic Version) – 3:03 - Allemagne CD maxi single 1. Mr. Saxobeat (Radio Edit) – 3:17 2. Mr. Saxobeat (Bodybangers Remix Edit) – 3:22 3. Mr. Saxobeat (Extended Version) – 4:16 4. Mr. Saxobeat (Bodybangers Remix) – 5:50 5. Mr. Saxobeat (Acoustic Version) – 3:03 |

## Classements et certifications
| Classement (2010-2011)                   | Meilleure position |
| ---------------------------------------- | ------------------ |
| Australie (ARIA)                         | 19                 |
| Australie (ARIA Dance)                   | 5                  |
| Autriche (Ö3 Austria Top 40)             | 1                  |
| Belgique (Flandre Ultratop 50 Airplay)   | 5                  |
| Belgique (Flandre Ultratop 50 Dance)     | 3                  |
| Belgique (Flandre Ultratop 50 Singles)   | 5                  |
| Belgique (Wallonie Ultratop 50 Airplay)  | 3                  |
| Belgique (Wallonie Ultratop 50 Dance)    | 3                  |
| Belgique (Wallonie Ultratop 50 Singles)  | 2                  |
| Brésil (Billboard Hot 100 Airplay)       | 8                  |
| Brésil (Billboard Hot Pop & Popular)     | 5                  |
| Canada (Canadian Hot 100)                | 25                 |
| Tchéquie (IFPI Rádio)                    | 2                  |
| Danemark (Tracklisten)                   | 1                  |
| Finlande (Suomen virallinen lista)       | 2                  |
| France (SNEP)                            | 6                  |
| Grèce (IFPI Greece)                      | 4                  |
| Allemagne (Media Control AG)             | 1                  |
| Hongrie (Dance Top 40)                   | 4                  |
| Hongrie (Rádiós Top 40)                  | 1                  |
| Hongrie (Single Top 40)                  | 8                  |
| Irlande (IRMA)                           | 6                  |
| Israël (Media Forest)                    | 1                  |
| Italie (FIMI)                            | 1                  |
| Japon (Japan Hot 100)                    | 17                 |
| Pays-Bas (Nederlandse Top 40)            | 2                  |
| Nouvelle-Zélande (RMNZ)                  | 4                  |
| Norvège (VG-lista)                       | 2                  |
| Pologne (Dance Top 50)                   | 2                  |
| Pologne (Video Chart)                    | 1                  |
| Roumanie (UPFR)                          | 1                  |
| Russie (Russian TopHit 100)              | 2                  |
| Écosse (OCC)                             | 2                  |
| Slovaquie (IFPI Rádio)                   | 1                  |
| Espagne (PROMUSICAE)                     | 3                  |
| Suède (Sverigetopplistan)                | 3                  |
| Suisse (Schweizer Hitparade)             | 1                  |
| Royaume-Uni (UK Dance Chart)             | 1                  |
| Royaume-Uni (UK Singles Chart)           | 3                  |
| États-Unis Billboard Hot 100,            | 21                 |
| États-Unis (Billboard Hot Dance Airplay) | 1                  |
| États-Unis (Dance Club Songs)            | 37                 |
| États-Unis (Hot Latin Songs)             | 11                 |
| États-Unis (Latin Pop Airplay)           | 13                 |
| États-Unis (Tropical Airplay)            | 14                 |
| États-Unis Pop Songs (Billboard)         | 18                 |

| Classement (2010)      | Position |
| ---------------------- | -------- |
| Roumanie Top 100       | 69       |
| Classement (2011)      | Position |
| Australie              | 94       |
| Autriche               | 2        |
| Belgique (Flandre)     | 49       |
| Belgique (Wallonie)    | 22       |
| Danemark               | 20       |
| Allemagne              | 2        |
| Grèce                  | 33       |
| Italie                 | 2        |
| Mexique                | 4        |
| Pays-Bas               | 17       |
| Pologne                | 9        |
| Roumanie               | 46       |
| Suisse                 | 3        |
| Royaume-Uni            | 21       |
| États-Unis (Hot Latin) | 44       |
| États-Unis (Latin Pop) | 44       |
| États-Unis (Hot Dance) | 1        |

| Pays             | Organisme    | Certification |
| ---------------- | ------------ | ------------- |
| Australie        | ARIA         | Platine       |
| Autriche         | IFPI         | Platine       |
| Belgique         | BEA          | Gold          |
| Canada           | Music Canada | Platine       |
| Danemark         | IFPI         | Platine       |
| Allemagne        | BVMI         | Platine       |
| Italie           | FIMI         | 2 × Platine   |
| Nouvelle-Zélande | RIANZ        | Or            |
| Espagne          | PROMUSICAE   | Or            |
| Suède            | SRIA         | Platine       |

## Historique de sortie
| Pays        | Date             | Format                            | Label                   |
| ----------- | ---------------- | --------------------------------- | ----------------------- |
| Suède       | 28 juin 2011     | Téléchargement digital            | ARS Records             |
| Italie      | 28 juin 2011     | Téléchargement digital            | EGO Italy               |
| France      | 14 février, 2011 | CD single                         | ARS Records             |
| États-Unis  | 15 février 2011  | Téléchargement digital            | Ultra Records           |
| Danemark    | 18 février 2011  | Téléchargement digital            | Sony Music              |
| Royaume-Uni | 21 avril 2011    | Téléchargement digital            | 3 Beat, AATW            |
| Allemagne   | 6 mai 2011       | CD single, téléchargement digital | Sony Music              |
| Allemagne   | 8 juillet 2011   | CD maxi single                    | Sony Music              |
| Italie      | 28 juin 2011     | CD single                         | Ego Music               |
| Australie   | 1er juillet 2011 | Téléchargement digital            | Central Station Records |